# 墨江千斤拔
墨江千斤拔（学名：Flemingia chappar）为豆科千斤拔属下的一个种。

## 扩展阅读
- 維基物種上的相關：墨江千斤拔